# Zé & Zilda
Zé & Zilda, também conhecido como Zé da Zilda & Zilda do Zé, foi uma Dupla da Harmonia, formada por José Gonçalves (nascido no Rio de Janeiro, 1908–1954) e Zilda Gonçalves (nascida no Rio de Janeiro, 1919–2002).
Zé da Zilda já era famoso como compositor, tendo sucessos escritos com Cartola ("Não Quero Mais", apresentado pela Manqueira, e gravado por Aracy de Almeida e Paulinho da Viola) e Ataulfo Alves ("Meu Pranto Ninguém Vê", gravada por Orlando Silva), entre outros. Foi Paulo Roberto, apresentador de um programa na Rádio Cruzeiro do Sul, que lhes deu a denominação Zé da Zilda e Zilda do Zé, ao abrigo do qual o casal também se apresentou em circos.
Casaram-se em 1938, e adotaram o nome artístico Zé da Zilda e Zilda do Zé.
O primeiro disco da dupla, lançado em 1944, foi um compacto com "Fim de Eixo" e "Levanta.
Em 1955, a esposa fez uma homenagem ao então falecido marido Zé da Zilda, com os sambas "Vai que Depois eu Vou" e "Vem me Buscar", ambas compostas por ela própria em parceria com Adolfo Macedo e Airton Borges.